# یواس‌اس لبنان (ای‌جی-۲)
یواس‌اس لبنان (ای‌جی-۲) (به انگلیسی: USS Lebanon (AG-2)) یک کشتی بود که طول آن ۲۵۹ فوت ۶ اینچ (۷۹٫۱۰ متر) بود. این کشتی در سال ۱۸۹۴ ساخته شد.